# زوي ليستر
زوي ليستر (بالإنجليزية: Zoë Lister)‏ هي كاتبة سيناريو وممثلة بريطانية، ولدت في 10 مارس 1982 في ورشستر في المملكة المتحدة.

## وصلات خارجية
- زوي ليستر على موقع IMDb (الإنجليزية)
- زوي ليستر على موقع ميوزك برينز (الإنجليزية)
- زوي ليستر على موقع قاعدة بيانات الفيلم (الإنجليزية)